# Jefferson Davis County
Das Jefferson Davis County ist ein County im US-Bundesstaat Mississippi. Das U.S. Census Bureau hat bei der Volkszählung 2020 eine Einwohnerzahl von 11.321 ermittelt.
Der Verwaltungssitz (County Seat) ist Prentiss.

## Geographie
Das County liegt im mittleren Süden von Mississippi, ist im Süden etwa 50 km von Louisiana entfernt und hat eine Fläche von 1060 Quadratkilometern, wovon zwei Quadratkilometer Wasserfläche sind. Es grenzt an folgende Countys:
|                 | Simpson County |                  |
| Lawrence County |                | Covington County |
|                 | Marion County  | Lamar County     |

## Geschichte

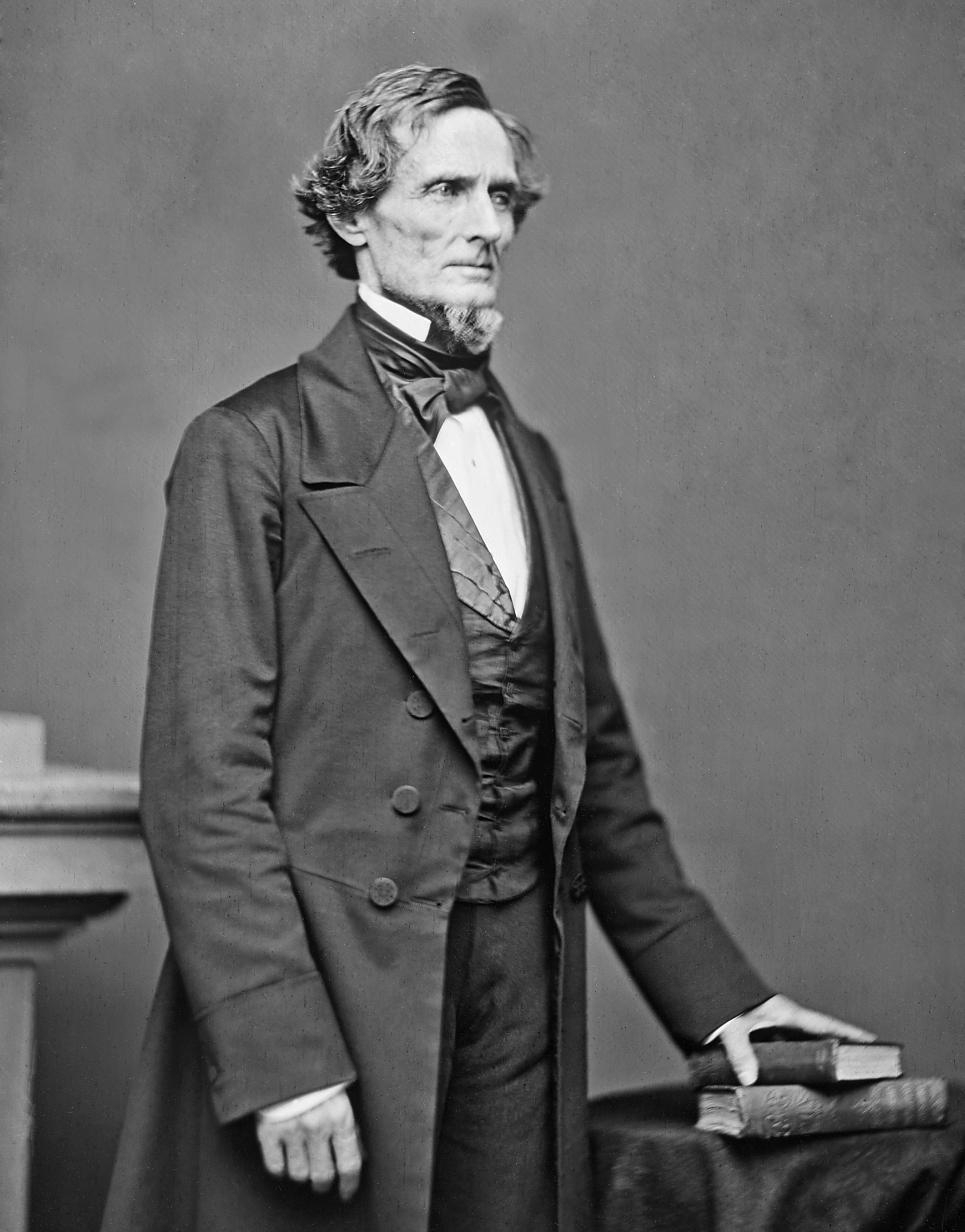
J. Davis

Das Jefferson Davis County wurde am 31. März 1906 aus Teilen des Covington County und des Lawrence County gebildet. Benannt wurde es nach Jefferson Davis, dem Präsidenten der Konföderierten Staaten von Amerika und damit Führer der Südstaaten im Sezessionskrieg.

Vier Orte im County sind im National Register of Historic Places eingetragen (Stand 1. Februar 2018).

## Demografische Daten
Nach der Volkszählung im Jahr 2000 lebten im Jefferson Davis County 13.962 Menschen in 5177 Haushalten und 3768 Familien. Die Bevölkerungsdichte betrug 13 Personen pro Quadratkilometer. Ethnisch betrachtet setzte sich die Bevölkerung zusammen aus 41,66 Prozent Weißen, 57,38 Prozent Afroamerikanern, 0,14 Prozent amerikanischen Ureinwohnern, 0,18 Prozent Asiaten, 0,01 Prozent Bewohnern aus dem pazifischen Inselraum und 0,08 Prozent aus anderen ethnischen Gruppen; 0,57 Prozent stammten von zwei oder mehr Ethnien ab. 0,77 Prozent der Bevölkerung waren spanischer oder lateinamerikanischer Abstammung, die verschiedenen der genannten Gruppen angehörten.
Von den 5177 Haushalten hatten 32,9 Prozent Kinder unter 18 Jahren, die mit ihnen lebten. 45,7 Prozent waren verheiratete, zusammenlebende Paare, 21,6 Prozent waren allein erziehende Mütter und 27,2 Prozent waren keine Familien. 25,0 Prozent aller Haushalte waren Singlehaushalte und in 11,9 Prozent lebten Menschen im Alter von 65 Jahren oder darüber. Die durchschnittliche Haushaltsgröße lag bei 2,68 und die durchschnittliche Familiengröße bei 3,20 Personen.
28,4 Prozent der Bevölkerung war unter 18 Jahre alt, 9,9 Prozent zwischen 18 und 24, 25,4 Prozent zwischen 25 und 44, 22,5 Prozent zwischen 45 und 64 Jahre alt und 13,8 Prozent waren 65 Jahre oder älter. Das Durchschnittsalter betrug 35 Jahre. Auf 100 weibliche kamen statistisch 89,9 männliche Personen und auf 100 Frauen im Alter von 18 Jahren oder darüber kamen 84,7 Männer.

Das durchschnittliche Einkommen eines Haushaltes betrug 21.834 USD, das einer Familie 27.594 USD. Männer hatten ein durchschnittliches Einkommen von 23.942 USD, Frauen 16.510 USD. Das Prokopfeinkommen lag bei 11.974 USD. Etwa 23,2 Prozent der Familien und 28,2 Prozent der Bevölkerung lebten unterhalb der Armutsgrenze.

## Städte und Gemeinden
- Bassfield
- Carson
- Oak Vale1
- Prentiss

1 – teilweise im Lawrence County